# 阿斯科利皮切诺圣若翰洗礼堂

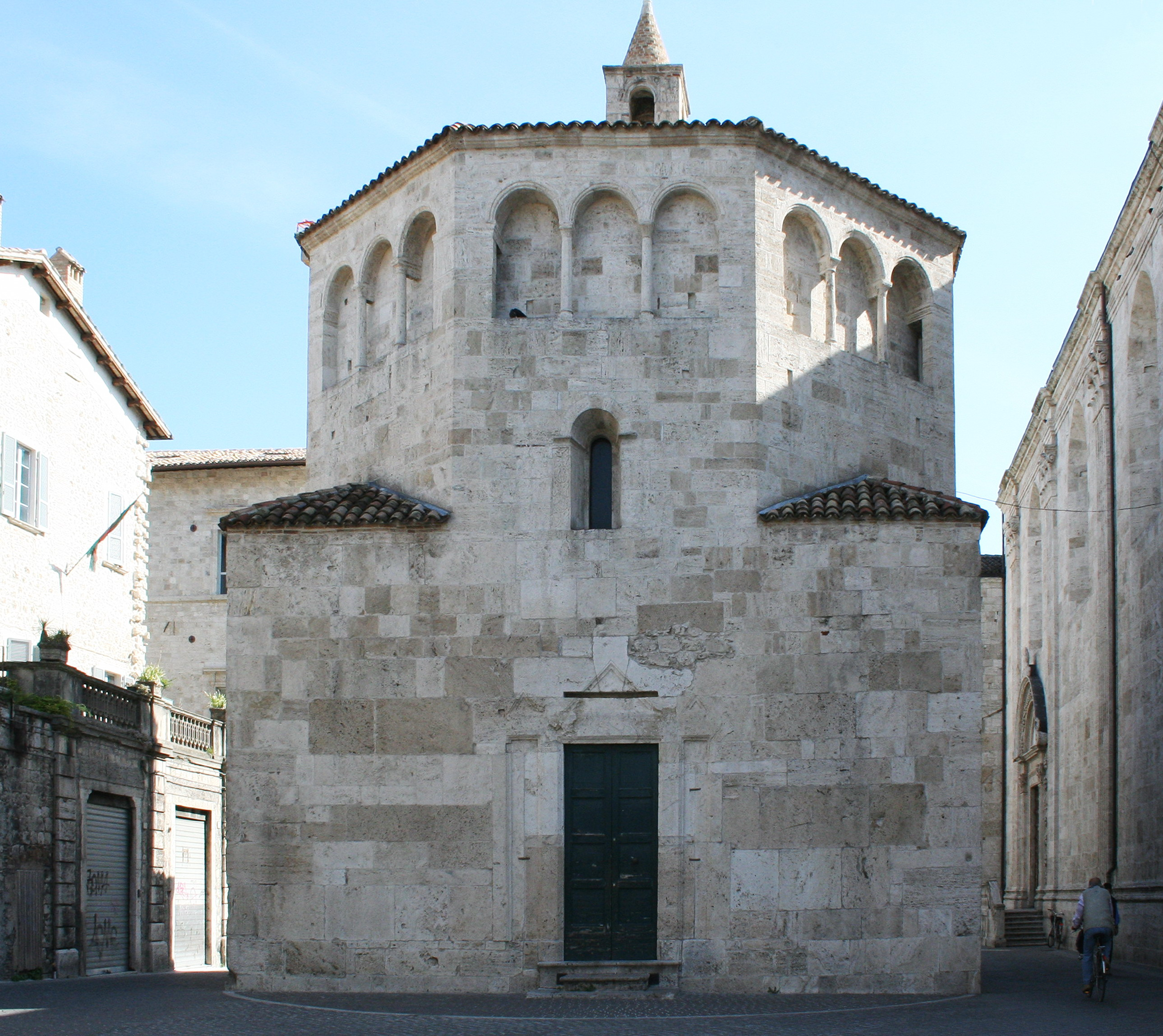

阿斯科利皮切诺圣若翰洗礼堂（意大利语： Il battistero di San Giovanni di Ascoli Piceno ）是一座罗马天主教教堂，位于阿斯科利皮切诺市中心的阿林戈广场东端，供奉该城主保圣人圣爱米巨的阿斯科利皮切诺圣爱米巨主教座堂的北侧，在6世纪已投入使用。
其建筑形式简单而朴素，完美地代表了阿斯科利的罗马式风格，并被列为意大利艺术作品的最佳典范之一，被列入意大利国家古迹名录（rdn7033 del 20/07/1890 ) 。